# Bad Schwanberg
Bad Schwanberg, före mars 2020 Schwanberg, är en ort och kommun i Österrike. Den ligger i distriktet Deutschlandsberg i förbundslandet Steiermark, 180 kilometer sydväst om huvudstaden Wien.
Den nuvarande kommunen bildades 2015 vid en kommunreform i Steiermark genom en sammanslagning av kommunerna Garanas, Gressenberg, Hollenegg och Schwanberg.  Den består av 13 orter (Ortschaften) (inom parentes invånarantal 1 januari 2024):

- Aichegg (411)
- Garanas (166)
- Gressenberg (266)
- Hohlbach (282)
- Hollenegg (207)
- Kresbach (393)
- Kruckenberg (60)
- Mainsdorf (583)
- Neuberg (199)
- Oberfresen (79)
- Rettenbach (143)
- Schwanberg (1 300)
- Trag (324)